# Koninkrijk Zweden (970-1397)
Het Koninkrijk Zweden ontstond rond 970 en bleef zelfstandig tot 1397 toen het toetrad tot de Unie van Kalmar. Staatsrechtelijk kan gesteld worden dat het koninkrijk, hoewel in vaak gewijzigde vorm, vandaag de dag nog steeds bestaat, maar dit artikel is bestemd om de eerste periode van de 10e tot de 14e eeuw te behandelen.

## Oorsprong

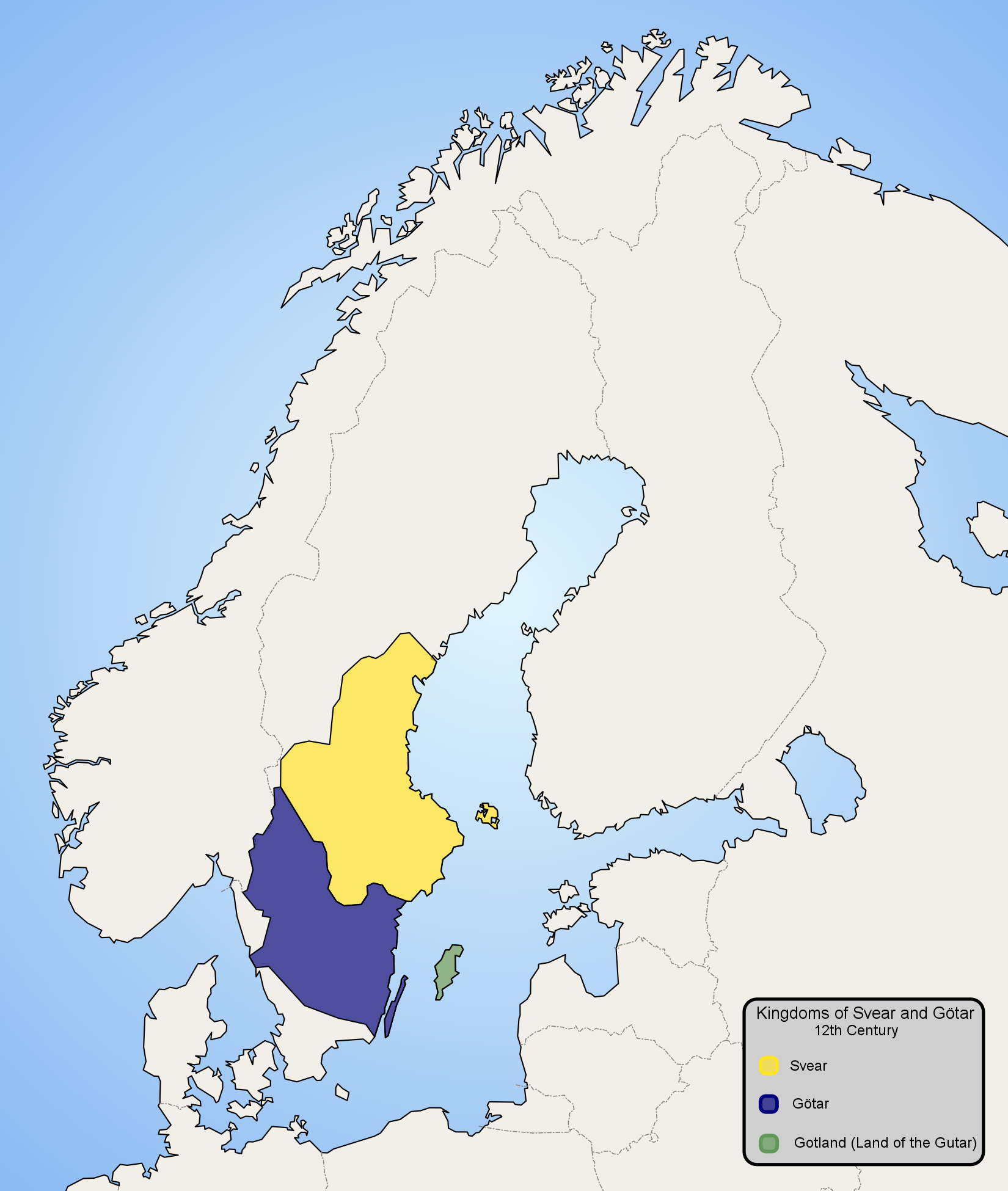
Zweden vóór de vereniging met Götaland.
Svear
Gauten
Gotlanders

Scandinavië verkeerde rond 950 aan het einde van de Vikingtijd, waarbij plunderingen van West-, Midden- en Zuid-Europa eindigden, terwijl het Kievse Rijk, gesticht door Zweedse Varjagen, zich in Oost-Europa hecht vestigde. Ten tweede kwam het proces van staatsvorming sterk op en begonnen de eerste koninkrijkjes te vormen. Nadat Harald Schoonhaar al in 872 Noorwegen tot een eenheid had gesmeed en Gorm de Oude rond 910 zich als eerste koning van Denemarken kon laten erkennen, was het de beurt aan de Zweedse krijgsheren.

### Staatsvorming
Het is niet helemaal historisch vast te stellen, maar het weinige bewijs dat er is, lijkt te stellen Erik de Overwinnaar de eerste koning was die in 985 twee stammen, de Gauten en de Svear, verenigde onder zijn gezag, hoewel dit soms ook aan zijn zoon Olof de Schatkoning wordt toegedicht met beter bewijs. Erik is echter wel de eerste Zweedse koning waarvan vaststaat dat hij echt heeft bestaan en sinds 970 regeerde in Uppland en omstreken; vóór hem komen er veel koningen voor in sagen en mythen, waarvan sommigen twijfelachtig zijn en anderen zeker niet hebben bestaan die daarom "legendarisch" worden genoemd. Voor het gemak laat men daarom het Zweedse koningschap met Erik de Overwinnaar beginnen, ondanks dat hij officieel "Erik VI van Zweden" heet doordat in de 16e eeuw koning Erik die zichzelf de XIVe noemde de (half-)mythische koningen vóór 970 meenam in de telling en zich zo in een rijke maar deels verzonnen traditie plaatste. Door het samengaan van de Gauten (uit Götaland) en Svear (uit Svealand) zijn de Zweden ontstaan als volk, waarbij de benaming voor Zweden (Svenskar) is afgeleid van die laatste stam; de naam voor het land (Sverige) is een verbastering van Svea-rike oftewel "rijk van de Svear". Gamla Uppsala werd de facto de hoofdstad.

### Kerstening
De derde ontwikkeling van de 10e eeuw was de kerstening van Scandinavië door katholieke, voornamelijk Angelsaksische, missionarissen, die in Västergötland aankwamen om er te preken onder de "heidenen". Eerdere pogingen waren weinig succesvol, de Zweden hielden vast aan de Germaanse mythologie van hun voorouders. Adam van Bremen vermeldde in zijn Gesta Hammaburgensis ecclesiae pontificum (1076) de Tempel van Uppsala, een groot heidens heiligdom in het hart van het jonge Zweedse koninkrijk. Erik de Overwinnaar stierf als heiden, maar Olof de Schatkoning was de eerste Zweedse vorst die zich liet dopen door waarschijnlijk de missionaris Siegfried rond 1008 te Husaby. Daarmee nam hij het christendom aan, maar omdat volgens Adam van Bremen de overgrote meerderheid van de Zweden nog heidens was, moest hij zijn christelijke bezigheden voorlopig beperken tot Västergötland, waar de bevolking al wel grotendeels gekerstend was. Een nazaat van Olof met de naam Inge de Oudere was als diepgelovig christen in 1084 niet bereid te offeren aan de Germaanse goden bij de Tempel van Uppsala, wat de Svear boos maakte. Uit hun midden zou toen ene Sven naar voren zijn gestapt die het offer wel wilde verrichten op voorwaarde dat hij koning zou worden, en dit werd door het ding (volksvergadering) aanvaard, waarop hij bekend kwam te staan als Blot-Sven ("Offer-Sven", "Sven de Offeraar"). Of Sven koning werd van heel Zweden of slechts van Svealand is niet duidelijk; het lijkt erop dat Inge zich handhaafde in het christelijke Västergötland. Van daaruit viel hij in 1087 Uppsala aan, doodde Blot-Sven en verwoestte de Tempel van Uppsala. Mogelijk werd een zoon van hem, Erik Årsäll, door de Svear nog een jaar aangesteld als koning, maar het is onzeker of deze persoon heeft bestaan. Tegen 1088 heeft Inge in ieder geval zijn koningschap hersteld en het christendom de heersende godsdienst gemaakt en heidense rituelen verboden. Met de oprichting van het aartsbisdom Uppsala in 1164 werd de kerstening van Zweden institutioneel voltooid.